# دورة فرنسا المفتوحة 2000
قائمة بطولات دورة رولان غاروس لعام 2000:

## الكبار

### فردي رجال
غوستافو كويرتين هزم  ماغنوس نورمان، النتيجة:6-2, 6-3, 2-6, 7-6(6)

### فردي سيدات
ماري بيرسي () هزمت  كونشيتا مارتينيز ()، النتيجة:6-2, 7-5

### زوجي رجال
تود وودبريدج ومارك وودفروك () هزما بول هارهويس () وساندون ستول ()، النتيجة:7-6(7), 6-4

### زوجي سيدات
مارتينا هينغيز () وماري بيرسي () هزمتا فيرجينيا رينو باسكال () وباولو سواريز ()، النتيجة:6-2, 6-4

### زوجي مختلط
ماريانا دي سواردت وديفيد أدامز () هزما رينيه ستبس وتود وودبريدج ()، النتيجة:6-3, 3-6, 6-3

## الشباب

### فردي أولاد
بول هنري ماثيو () هزم تومي روبريدو ()، النتيجة:3-6, 7-6, 6-2

### فردي بنات
فيرجينيا رازانو () هزمت ماريا إيلاينا ساليراني ()، النتيجة:5-7, 6-4, 8-6

### زوجي أولاد
مارك لوبيز وتومي روبريدو () هزما جواشيم يوهانسن () وأندي روديك ()، النتيجة:7-6 [2], 6-0

### زوجي بنات
ماريا خوسيه مارتينيز وأنيبيل ميداينا غواريغيز () هزمتا ماتيا ميزاك () ودينارا زافينا ()، النتيجة:6-0 6-1